# Avions de Transport Régional
GIE Avions de Transport Régional  o ATR es un fabricante franco-italiano de aviones regionales con sede en Blagnac, Francia y que está organizado como una agrupación de interés económico (GIE). Se formó en 1982 por Aérospatiale de Francia (ahora Airbus SAS) y Aeritalia (ahora Leonardo S.p.A.) de Italia. Sus principales productos son el ATR 42 y ATR 72.
ATR realiza el montaje final, las pruebas de vuelo, certificación y el soporte en servicio de los aviones. 
Parte de los aviones se fabrica en las instalaciones de Leonardo S.p.A. en Pomigliano d'Arco, cerca de Nápoles, Italia. En dichas instalaciones se encargan de producir el fuselaje y la sección de cola. Las alas se construyen en Airbus Atlantic, en Burdeos, al oeste de Francia. 

Logo antiguo de ATR